# Джерело (фільм, 1985)
«Джерело» — радянський двосерійний телефільм 1985 року, знятий режисером Дар'єю Ходжавою на кіностудії «Грузія-фільм».

## Сюжет
Герой фільму Лазаре, якось допоміг бабусі Варо, яка приїхала до міста із села, заповнити квиток спортлото. Через кілька днів молодик виявив, що саме цей квиток і виявився виграшним. Недовго думаючи, Лазаре подався шукати бабусю Варо.

## У ролях
- Вахтанг Панчулідзе — Лазаре
- Олена Іоселіані — бабуся Варо
- Ніка Дгебуадзе — роль другого плану
- Шалва Херхеулідзе — роль другого плану
- Гурам Пірцхалава — роль другого плану
- Іване Сакварелідзе — Зелімхан
- Лері Зардіашвілі — Давид
- Ніно Давіташвілі — роль другого плану
- Берта Хапава — Жужуна
- Олександр Мейпаріані — Міхо
- Кукурі Абрамішвілі — Варлам
- Тамар Бурджанадзе — роль другого плану
- Манана Гамцемлідзе — роль другого плану
- Давид Долідзе — роль другого плану
- Отар Зауташвілі — роль другого плану
- Мері Імедашвілі — роль другого плану
- Бадрі Какабадзе — роль другого плану
- Ека Кутателадзе — роль другого плану
- Автанділ Махарадзе — роль другого плану
- Венера Пеїкрішвілі — роль другого плану
- Важа Пірцхалаїшвілі — роль другого плану
- Панцкала Сідамонашвілі — роль другого плану
- Ія Хобуа — роль другого плану
- Далі Ходжава — роль другого плану
- Лука Ходжадзе — роль другого плану
- Бухуті Закаріадзе — роль другого плану

## Знімальна група
- Режисер — Дар'я Ходжава
- Сценарист — Дар'я Ходжава
- Оператор — Ігор Амасійський
- Композитор — Яків Бобохідзе